# Tephrosia stipuligera
Tephrosia stipuligera är en ärtväxtart som beskrevs av William Vincent Fitzgerald. Tephrosia stipuligera ingår i släktet Tephrosia och familjen ärtväxter. Inga underarter finns listade i Catalogue of Life.